# United Kennel Club
Le United Kennel Club (UKC) est le deuxième club canin aux États-Unis, après l'American Kennel Club. Il ne faut pas le confondre avec The Kennel Club UK, l'association britannique.